# الرومانية الكاثوليكية في بولندا

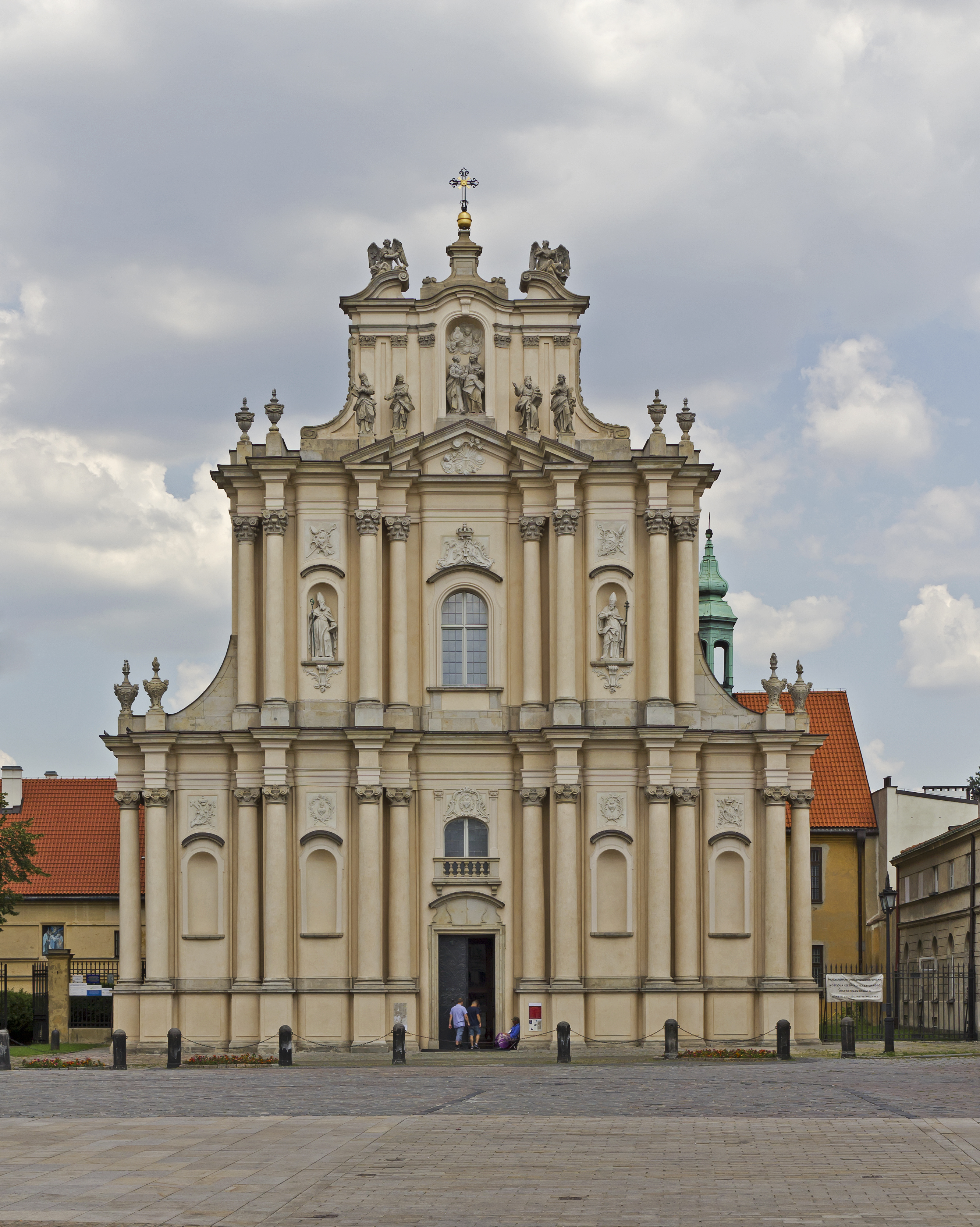
كاتدرائية الزيارة، في مدينة وارسو.

حوالي 87.0% من سكان بولندا يتبعون الكنيسة الرومانية الكاثوليكية. ويصل أعداد الكاثوليك في بولندا إلى حوالي 35 مليون نسمة وبالتالي تحتل بولندا المرتبة الثامنة في قائمة أكبر الدول الكاثوليكية في العالم.
تلعب الكاثوليكية تلعب دورًا هامًا في حياة العديد من البولنديين وتتمتع الكنيسة الكاثوليكية في بولندا بمكانة اجتماعية خاصة ونفوذ سياسي. تُحظى الكاثوليكية باحترام كبير من قبل أعضائها، والذين يرون فيها رمزًا للتراث والثقافة البولندية. تتراوح معدلات حضور الشعائر الدينية بين 52% إلى 60%، وبالتالي لا تزال بولندا واحدة من أكثر البلدان في أوروبا عامًة والإتحاد الأوروبي خاصًة تدينًا.
البابا يوحنا بولس الثاني الذي أختير حبرًا أعظم للكنيسة الكاثوليكية خلفًا للبابا يوحنا بولس الأول؛ وعند انتخابه كان البابا الغير إيطالي الأول منذ عهد إدريان السادس (1522 - 1523) كما كان البابا البولندي الأول في تاريخ الكنيسة الكاثوليكية. أعتبر البابا يوحنا بولس الثاني واحدًا من أقوى عشرين شخصية في القرن العشرين، وقد لعب دورًا بارزًا في إسقاط النظام الشيوعي في بلده بولندا وكذلك في عدد من دول أوروبا الشرقية.